# La Répara-Auriples
La Répara-Auriples település Franciaországban, Drôme megyében. Lakosainak száma 255 fő (2022. január 1.). La Répara-Auriples Autichamp, Divajeu, Puy-Saint-Martin, La Roche-sur-Grane, Roynac és Soyans községekkel határos.

## Népesség
A település népességének változása:
| Lakosok száma | 112  | 90   | 120  | 216  | 233  | 230  | 235  | 242  | 245  | 255  |
|               | 1968 | 1982 | 1990 | 2006 | 2013 | 2015 | 2017 | 2019 | 2020 | 2022 |